# Boris Drujan
Boris Drujan, poljski kemik, predavatelj in akademik, * 27. junij 1928, Suwałki, † 24. december 1991.
Drujan je deloval kot predstojnik laboratorija za nevrokemijo IVIC (Caracas, Venezuela) in bil dopisni član Slovenske akademije znanosti in umetnosti (od 10. marca 1977).